# Париж (баскетбольный клуб)
«Париж» — французский профессиональный баскетбольный клуб из города Париж.

## Достижения

### Национальные турниры
Чемпионат Франции
- Чемпион: 2024/2025
- Серебряный призёр: 2023/2024

Кубок Франции
- Чемпион: 2024/2025

Кубок лидеров
- Обладатель: 2023/2024

### Европейские турниры
Еврокубок
- Обладатель: 2023/2024

## Главные тренеры
- 2018—2022 —  Жан-Кристоф Прат
- 2022—2023 —  Уилл Уивер
- 2023—2024 —  Туомас Иисало
- 2024—2025 —  Тьяго Сплиттер
- 2025—н.в. —  Франческо Табеллини[1]